# Präsidentschaftswahl in Bergkarabach 2002
Landesweite Präsidentschaftswahlen wurden am 11. August des Jahres 2002 in der international nicht anerkannten Republik Bergkarabach abgehalten.
Das nationale Ergebnis war ein Sieg mit einer Mehrheit von 88,4 % der Gesamtstimmen für den bereits amtierenden Arkadi Ghukassjan, der die Präsidentschaftswahl bei 73 % Wahlbeteiligung gewann. Er löste 1997 den späteren Ministerpräsidenten von Armenien, Robert Kotscharjan, ab.
Aufgrund der Bestimmungen der Verfassung Bergkarabachs war es die letzte Amtszeit (konsekutiv) von Ghukassjan.

## Ergebnisse
| Kandidat – Partei                                  | Stimmen | %      |
| -------------------------------------------------- | ------- | ------ |
| Arkadi Ghukassjan                                  |         | 88,4 % |
| Artur Tovmasjan                                    |         | 8,1 %  |
| Albert Ghasarjan – Christlich-Demokratische Partei |         | 2,1 %  |
| Grigori Afanasjan – Einheit                        |         | 1,3 %  |
| Gesamt (Wahlbeteiligung 73 %)                      |         |        |